# Langelandia khaustovi
Langelandia khaustovi là một loài bọ cánh cứng trong họ Zopheridae. Loài này được Drogvalenko miêu tả khoa học năm 2005.